# Deobandi

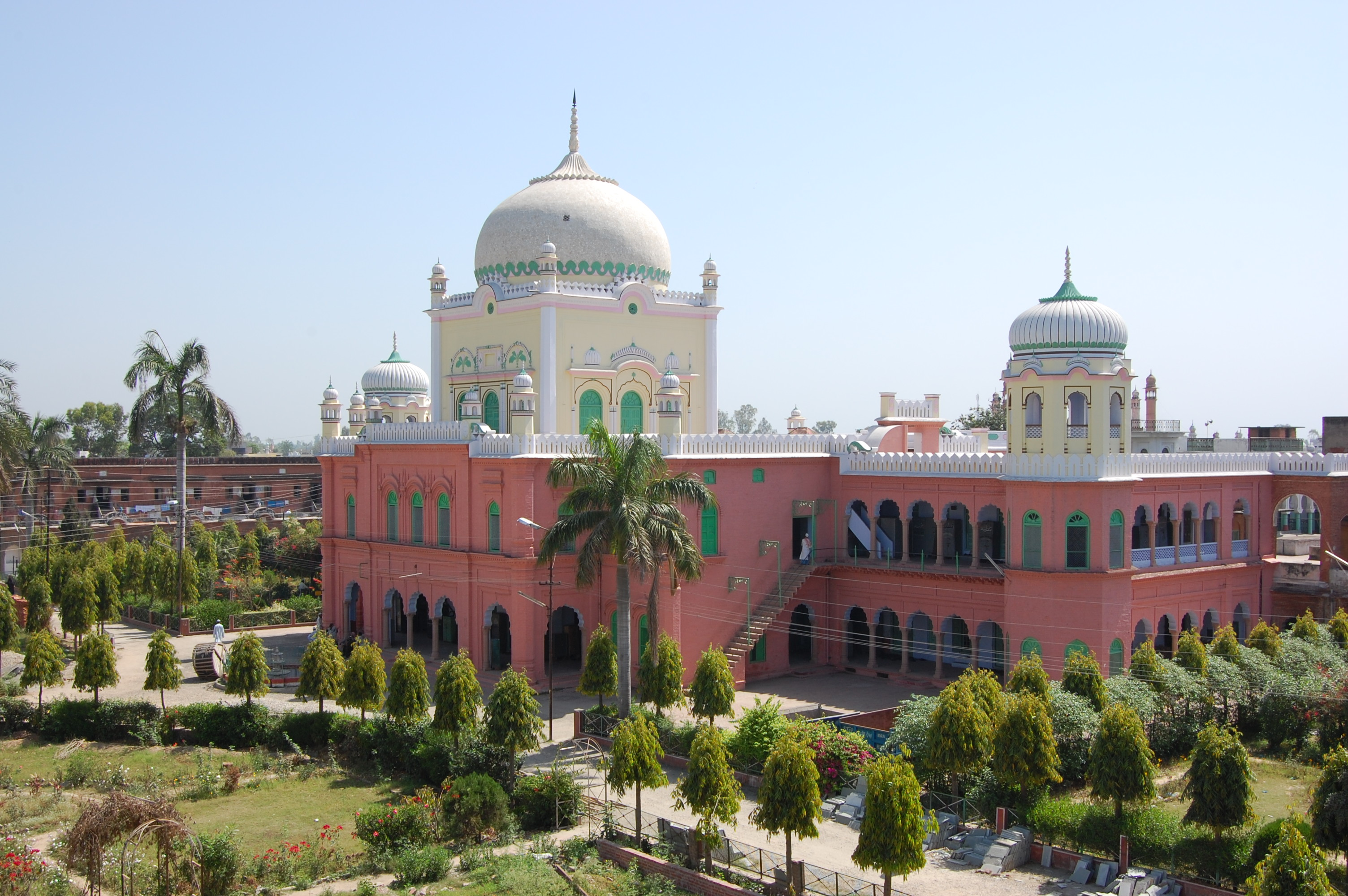
Darul Uloom Deoband, université islamique qui a vu naitre le mouvement, en Inde.

Le deobandi (en ourdou : دیو بندی) ou deobandisme est une école de pensée musulmane sunnite, très présente en Asie du Sud (Pakistan, Inde et Afghanistan). Apparue dans les Indes britanniques en 1867 en réaction à la colonisation, elle tire son nom de la ville de Deoband, dans l'État de l'Uttar Pradesh dans le nord de l'Inde, qui a vu naître sa première école. Se réclamant de Abu Hanifa, juriste musulman du VIIIe siècle fondateur de l'école hanafite, elle prône un islam traditionaliste et apolitique ainsi qu'une lecture littéraliste des textes.
L'école deobandi a aussi bien été l'une des sources de pensée des talibans afghans que du Tablighi Jamaat. Le nombre d'étudiants inscrits au Pakistan dans des madrasas déobandi serait en croissance rapide (multiplication par deux entre 2006 et 2007 à Islamabad). Cette école est souvent en conflit avec l'école barelvie, également très présente en Asie du Sud.